# Emån
Pour les articles homonymes, voir Eman.
L’Emån est un fleuve du Sud de la Suède. Sa faune piscicole est variée, avec au moins 32 espèces de poissons. L'écomusée de l'Emåns, aménagé dans un ancien moulin à aubes de Bodafors, montre la richesse écologique de la vallée. Un parcours didactique de 4 km a été aménagé le long des berges.